# 꼬메디아
꼬메디아는 희극과 비극의 경계가 무너지는 등 두가지 요소가 동시에 나타나는 17세기 스페인 연극이다. 스페인 전 계층의 사람들이 극장에 옴으로써 국민극의 특징을 지니며 고상적인 것과 민중적인 것을 합하여 모든 계층의 관객들에게 흥미와 관심을 불러일으켰다. 또한 주된 줄거리와 종속된 줄거리라는 2가지 줄거리가 등장하기도 하였으며 '인생은 꿈입니다'와 같이 두가지 요소가 극 사건에서 대칭적 요소를 이루기도 하였다.

## 무대와 공연
- 초창기에는 이동극장에서 공연하다가 '꼬랄'이라는 상설극장에서 공연하기 시작하였다. 모스키테로 라는 서서구경하는 사람들은 연극과 상관없는 것에 반응을 많이 하는 등 관람 태도가 좋지 않았기 때문에 모스키테로에 따라 공연 성패가 갈리기도 하였다. 선전효과가 남성관객에 비해서 큰 여성관객을 중요시 하여 여성들의 심리적 자극을 유도하기 위해 노력하였다.

## 상영시간
공연은 3-4시간 정도 진행되었으며 저녁전에 끝났다. 10월에서 4월 사이에는 오후 2시경에 공연을 시작했으며, 4월에서 5월 사이에는 3시 경에 공연을 시작하였다. 여름에는 4시경에 공연을 시작하였다.

## 대표적 극작가
- Lope de Vega
- Tirso de Molina → Don Juan
- Calderon de la Barca (1600~1680)